# Bahenka živorodá
Bahenka živorodá (Viviparus contectus) je druh předožábrých plžů z čeledi bahenkovitých (Viviparidae).

## Popis
Ulita je tenkostěnná, kuželovitá s velmi klenutými (jakoby „nafouklými“) závity, špičatá a je opatřená víčkem. Má rozměry asi 35 mm na šířku a 45 mm na výšku. Zbarvena je zelenohnědě s třemi podélnými pruhy (zřetelnější jsou u samců, kteří jsou také menší než samice). Bahenky se živí řasami, organickými zbytky a filtrují také plankton. Akvarijní rostliny nepoškozují. Bahenky mají oddělené pohlaví a jsou vejcoživorodé (vajíčka prodělávají vývoj v těle samice a samice rodí živá mláďata) a rodí max 20[zdroj?] mláďat. Většinu času tráví v bahně u dna. Aktivní je většinou v noci.

## Výskyt
Bahenka živorodá žije ve volné přírodě ve stojatých vodách s bohatými vodními porosty, v tůních, ramenech, rybnících i v příkopech. V ČR se nejčastěji vyskytuje v nivách větších řek (zejména nadmořské výšky 150–520 m n. m.), zejména v Polabí, Poodří, v moravských úvalech a podobně. Druh celkově v ČR ubývá, důvodem může být ztráta vhodných stanovišť.
- Česko - stupeň ohrožení v Česku je téměř ohrožený (NT)[4][5]